# La Place Clichy
La Place Clichy est un tableau réalisé par le peintre français Pierre Bonnard en 1912. Cette huile sur toile est une scène de genre qui représente l'animation existant sur la place de Clichy, à Paris, telle qu'aperçue depuis l'intérieur d'une brasserie. Centrée sur une femme en chapeau que dépasse une automobile entourée de piétons, sa composition inclut en sa marge droite le profil d'un garçon de café, sa bordure supérieure étant quant à elle barrée par la frange du store banne de l'établissement, que l'on peut lire par transparence.
Donnée par Adèle et George Besson en 1963, l'œuvre fait partie des collections du musée national d'Art moderne, mais elle se trouve depuis 1972 en dépôt au musée des Beaux-Arts et d'Archéologie de Besançon. Il s'agit du pendant de la toile Le Café Au Petit Poucet, datée de 1928, également offerte par le couple Besson et également exposée à Besançon.

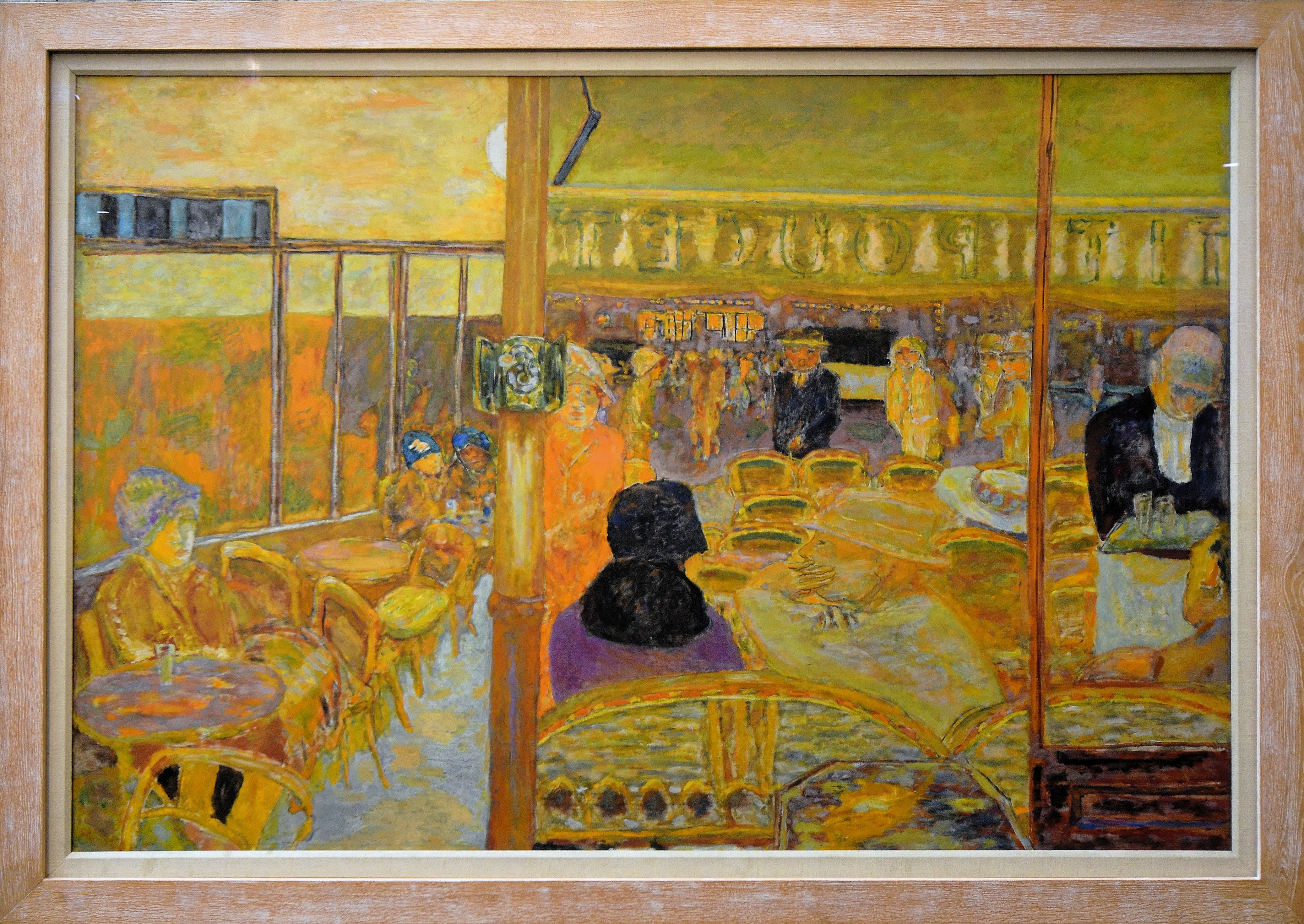
Le Café Au Petit Poucet, 1928.